# Mağaraobruğu, Hamamözü
Mağaraobruğu là một xã thuộc huyện Hamamözü, tỉnh Amasya, Thổ Nhĩ Kỳ. Dân số thời điểm năm 2010 là 60 người.